# Pfarrkirche Untertilliach

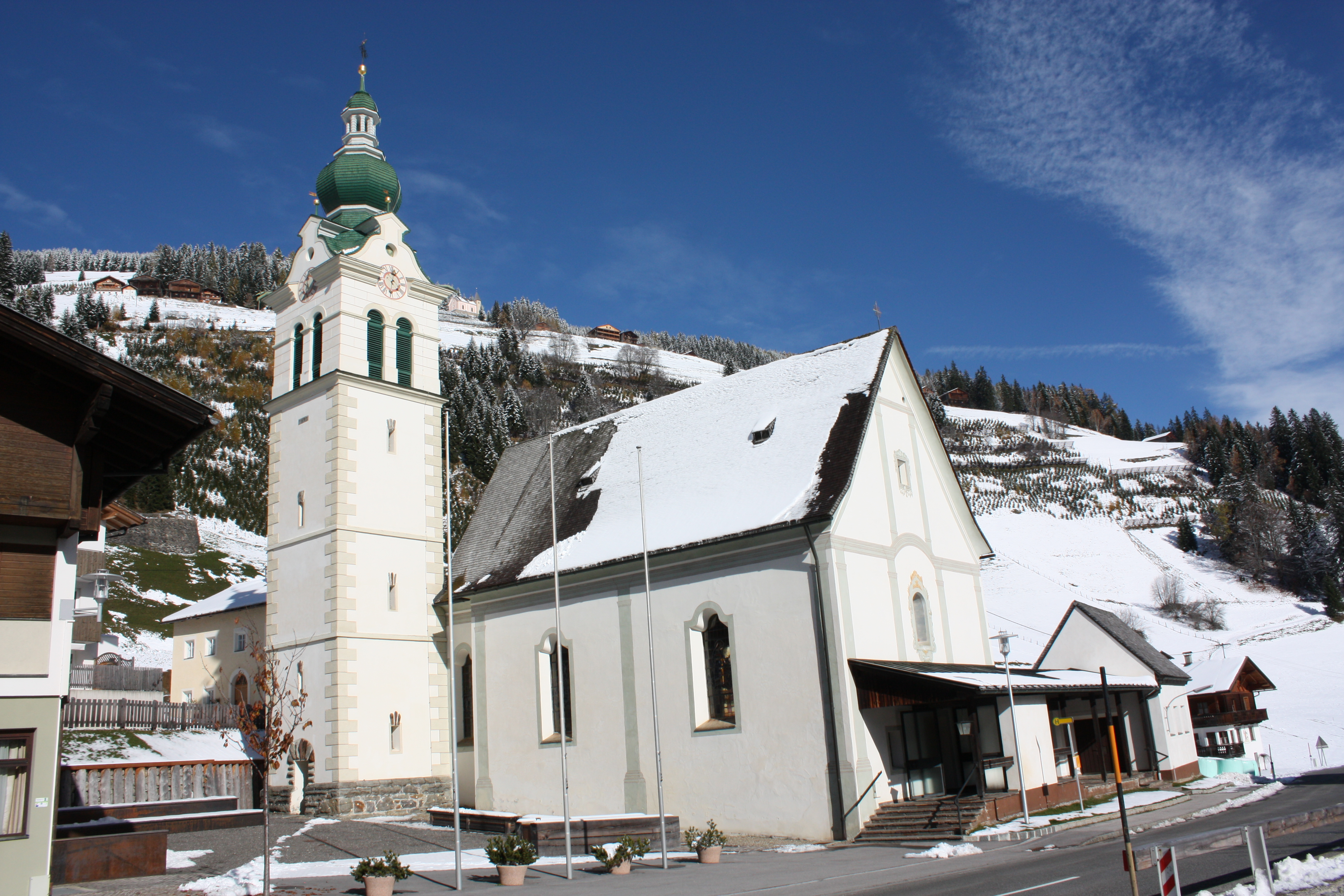
Katholische Pfarrkirche Hll. Florian, Ingenuin und Albuin in Untertilliach

Die römisch-katholische Pfarrkirche Untertilliach steht an der Straße in der Gemeinde Untertilliach im Bezirk Lienz im Bundesland Tirol. Die dem Patrozinium der Heiligen Florian, Ingenuin und Albuin unterstellte Pfarrkirche gehört zum Dekanat Sillian in der Diözese Innsbruck. Die Kirche steht unter Denkmalschutz (Listeneintrag).

## Geschichte
Die Kuratie aus 1716 wurde 1719 bestätigt. Seelsorgliches Zentrum erst um 1870, bis dahin bestand der Sitz die Kuratie bei der heutigen Filialkirche Untertilliach am Berg. Die Kirche wurde 1891 eine Pfarrkirche. 
Die von 1777 bis 1780 errichtete Kirche wurde 1783 geweiht. Der Turm wurde 1891 vom Architekten Josef Huber fertiggestellt. Im 19. Jahrhundert wurde die Kirche im Inneren verändert. 1952 war eine Renovierung.

## Architektur
Der barocke Kirchenbau mit einem Turm mit einer Zwiebelhaube grenzt an den Friedhof.
Die genordete Kirche unter einem steilen Satteldach hat einen leicht eingezogenen polygonalen Chor. An der Fassade besteht eine Nische mit dem Bild hl. Florian. Der Turm in neobarocken Formen trägt eine Zwiebel mit Laterne. Es besteht eine neue überdachte offene Verbindung zur östlich gelegenen Totenkapelle, im Bereich des Eingangs als Windfang ausgebaut.
Das Kircheninnere zeigt ein Langhaus unter einer Flachdecke auf Pilastern und Gesimsen, der Chor wurde durch einen eingezogenen Balken abgesetzt, der Chor ist fünfteilig unter einer Flachdecke. Die Fenster haben Konvexbogen als Abschluss. Die Empore mit mehrfach geschwungener Brüstung steht auf Säulen.
Die Glasmalereien der Tiroler Glasmalerei nach Entwürfen von Gottlieb Schuller entstanden nach 1900. Die Deckenmalereien nach 1900 zeigen im Chor den hl. Florian mit einer Ansicht von Untertilliach und die Vier Evangelisten, im Langhaus Tod des hl. Florian und vier lateinische Kirchenväter.

## Einrichtung
Der Hochaltar entstand in der Mitte des 19. Jahrhunderts, er hat einen Aufbau mit Säulen und einem geraden Gebälk, Vasen und einen geschwungenen Aufsatz mit Putti, das Hochaltarbild hl. Florian und die Brixner Diözesanheiligen Ingenuin und Albuin vor Christus gemalt von Kaspar Jele 1871, er trägt die seitlichen Statuen der Heiligen Peter und Paul.
Das Heiliggrab ist aus der zweiten Hälfte des 18. Jahrhunderts.
Es gibt eine neuere Orgel.